# Der Ring der Giuditta Foscari
Der Ring der Giuditta Foscari ist ein 1917 gedrehtes, deutsches Stummfilmdrama von Alfred Halm mit Erna Morena in einer Doppelrolle.

## Handlung
Judith Arens wird von ihrem Mann, einem Kunstmaler, kurz gehalten und auch insgesamt sehr schlecht behandelt. Eines Tages klappt sie beim Besuch einer Kunstausstellung völlig ausgehungert zusammen. Der reiche Mäzen Graf Waldenau nimmt sich der jungen, hübschen Frau an und in seinen vier Wänden auf, wo sie ein Auskommen als dessen Hausdame hat. Eigentlich fühlt sie sich dort bald sehr wohl, wären da nicht die ständigen Liebesbekundungen des alten Grafen. Hingegen hat es ihr Waldenau junior sehr angetan. In einem Moment der Muße fällt Judith ein Buch in die Hände, dessen Inhalt sie überaus fasziniert, da die Geschichte viel Ähnlichkeit mit ihren eigenen Leben aufweist. Das Buch trägt den Titel: Der Ring der Giuditta Foscari.
Auch Judith besitzt einen Ring, der dem Ring der altitalienischen Giuditta längst vergangener Zeiten stark ähnelt. Mehr und mehr sieht Judith beim Lesen der Lektüre ihr Leben mit dem der Giuditta verwoben. Auch Giuditta wurde von einem deutlich älteren Mann, Messer Lodovica, umworben, dem sie Treue schwor, dann aber ihr Herz dem Sohne schenkte, als sie diesen kennenlernte. Als seine Angebetete mit dem Junior zugange war, trat Lodovica hinzu und stürzte sich auf den vermeintlichen Nebenbuhler, um ihn zu erdolchen. Der Filius starb, und Messer erkannte als Letztes an seines Sohnes Finger den ihm von Giuditta geschenkten Ring. Trotz ihrer Unschuld wurde Giuditta schuldig gesprochen und dem Feuertod überantwortet. Damit endet das Buch.
Auch Judith gibt dem Jungen den Vorzug vor dem Alten und gibt seinem Drängen nach, ihn zu heiraten. Während beide in trauter Zweisamkeit beieinander sind, erhält der alte Graf Waldenau von seinem Diener die Nachricht, dass Judith eine heimliche Zusammenkunft mit ihrem einstigen Gatten, dem Kunstmaler habe. Wild vor Eifersucht, plant der alte Graf den vermuteten Nebenbuhler Arens zu töten. Er stürmt ins Séparée und schießt durch den Vorhang, hinter dem er das unkeusche Liebespaar vermutet. Doch er trifft nicht Arens, sondern, wie in der Geschichte Giudittas, seinen eigenen Sohn. Dieser bricht blutüberströmt zusammen. Mit Entsetzen sieht Waldenau Judiths Ring am Finger des Sohnes, doch hier nimmt die Geschichte einen veränderten Verlauf. Der junge Graf Waldenau erholt sich von seiner schweren Schussverletzung und verlässt an Judiths Seite das väterliche Haus.

## Produktionsnotizen
Der Ring der Giuditta Foscari entstand im Union-Film-Atelier in Berlin-Tempelhof und passierte im Dezember 1917 die Filmzensur. Die Produktion erhielt ein Jugendverbot und wurde zum Jahresbeginn 1918 uraufgeführt. Der je nach Quelle drei oder fünf Akte zählende Film hatte eine Länge von 1239 Metern.
Paul Leni entwarf die Filmbauten.

## Kritik
Paimann’s Filmlisten resümierte: „Stoff, Spiel, Photos und Szenerie sehr gut“.